# وكالة تمويل الحكومة المحلية
وكالة تمويل الحكومة المحلية (LFGA) عبارة عن مؤسسة مالية تعمل بمثابة وسيلة تلجأ إليها السلطات المحلية والإقليمية مثل البلديات، والمجالس المحلية والأقاليم للوصول إلى أسواق رأس المال بغرض شراء ائتمانات للمشاريع الاستثمارية العامة بصورة مشتركة. تشتمل السلطات المحلية و/أو الإقليمية لبلد ما على وكالة تمويل الحكومة المحلية الخاصة بها، في بعض الأحيان بملكية ثانوية من جانب الدولة. كذلك، تعمل بمثابة وكالة؛ تجتمع بها السلطات المشاركة معًا من أجل ضمان انخفاض معدلات الفائدة على القروض، استنادًا إلى الجدارة الائتمانية للأعضاء المشاركة. ويمكن أن يساعد هذا التعاون السلطات المحلية كذلك في تحقيق تصنيف ائتماني أعلى مما لو كانت تعمل بشكل مستقل. ولا تسعى الوكالة لتحقيق ربح وعادةً ما يتم إعادة استثمار الفائض في الأنشطة. تتواجد وكالات تمويل الحكومة المحلية وتعمل داخل حدود الدول المعينة التي تتواجد بها تلك الوكالات.

## وكالات تمويل الحكومات المحلية على حسب الدولة
- الدنمارك (كوميونكريدت، 1898)
- هولندا (بنك البلديات الهولندية، 1914)
- النرويج (كوميونالبانكن، 1927)، ملاحظة. مملوكة للدولة.
- هولندا (ندرلاند واترسشابسبانك، 1954)
- كندا (السلطة البلدية بكولومبيا البريطانية، 1970)
- الولايات المتحدة الأمريكية (مجمع سندات البلديات المختلفة مثل: مجمع سندات بلدية فيرمونت، 1970، ومجمع سندات بلدية ماين[، ولجنة التمويل الحكومي بولاية الشمس الساطعة، 1985، وغيرها)
- سويسرا (ايمشنزنترال دير شفايتزر جيميندن، 1971)
- السويد (كومينيفست، 1986)
- فنلندا (الإدارة المالية للبلديات، 1989)
- إيطاليا (كاسا ديل ترينتينو، 2005)

## كتابات أخرى
- Decentralization and local Democracy in the World (Barcelona: United Cities and Local Governments, 2009), p. 149, ISBN 978-0-8213-7734-5
- Financing Urban Shelter: Global Report on Human Settlements (London: Earthscan, 2005), p. 42, ISBN 92-1-131739-8
- Henry A. Davis (ed), Infrastructure Finance: Trends and Techniques (London: Euromoney, 2008), p. 68.
- Michael Barker (ed), Financing State and Local Economic Development (Durham, NC.: Duke University Press, 1983), p. 134-135

## وصلات خارجية
- Local Government Funding - understanding the LGFA concept